# Сомхишвили, Тамаз Валерианович
Тамаз Сомхишвили (груз. თამაზ სომხიშვილი; 22 июня 1957 года, Грузинская ССР, Тбилиси) — российский и грузинский бизнесмен. Владеет компаниями в России, Грузии и Европе. 
Ряд украинских СМИ называют его криминальным авторитетом по прозвищу Тамаз Тобольский.
Входит в двадцатку богатейших людей Грузии. Учредитель и финансовый директор ряда дочерних компаний Лукойл.
С 2017 по 2022 год являлся президентом Национальной федерации спортивной стрельбы Грузии.

## Биография
Тамаз Сомхишвили родился 22 июня 1957 года в Элийском районе Тбилиси. Его отец Валико был сапожником и портным. У Тамаза было ещё два брата и одна сестра. После возвращения из рядов Советской армии Тамаз учился в училище общественного питания. В 1978 году Тамаз вместе с группой своих друзей отправился на заработки в Тобольск.
В 1984 году окончил Тобольский педагогический институт, физико-математический факультет, а в 1994 — Тюменский государственный университет, факультет финансов и кредита. В 2002 году защитил кандидатскую диссертацию по теме «Условия и источники финансирования инвестиций в развитие нефтяной промышленности» в Национальной академии экономики и госуправления при президенте РФ.
В 2015 году Тамаз Сомхишвили основал в Грузии Фонд образования, науки и технологий для успеха завтрашнего дня, в настоящее время — «ТС Холдинг».
В 2017 году сменил Кахабери Сихарулидзе на посту Президентом Национальной федерации спортивной стрельбы Грузии. Был единогласно избран президентом на досрочных выборах и отчетной конференции, состоявшейся в отеле «Рэдиссон». Его привлекло то, что стрелковый спорт, наряду с боевыми искусствами, был одним из основных источников олимпийских медалей для Грузии.
В 2018 году Тамаз Сомхишвили принимал участие в выборах президента Международной федерации спортивной стрельбы, на которых был избран кандидат от России Владимир Лисин.
В том же году Тамазу Сомхишвили удалось построить современный спортивный комплекс международного уровня с большой вместимостью. Также также в нём проходили обучение юниоры и спортсмены-любители. В грузинском стрелковом клубе заинтересованы представители многих стран. Единственная проблема, которая не была до конца решена — нехватка профессиональных судей. В 2021 году покинул пост по собственному желанию, его сменил на посту Мамука Мерквиладзе.

## Скандалы
Тамаза Сомхишвили связывали сначала с одним из главных воров в законе в преступном мире — Дедом Хасаном  (он же Аслан Усоян), а после его смерти — с его наследником Шакро Молодым (он же Захарий Калашов). Именно интересы последнего в Грузии и Украине представляет Сомхишвили. В 2005 году спецслужбы Испании задержали Шакро Молодого. За отмывание денег суд отправил его в тюрьму на 7,5 лет. В это время всем бизнесом Шакро управлял Тамаз Сомхишвили.

### Харьковская площадь
В Украине Тамаз Сомхишвили стал известен как бенефициар нереализованной пока схемы по получению из бюджета Киева около $98,5 млн в качестве компенсации убытков, понесенных в результате расторжения киевской городской государственной администрации (КГГА) инвестиционного соглашения по реконструкции Харьковской площади.
Однако никаких работ так и не было проведено.
Как отмечает экс-заместитель главного архитектора Киева Виктор Глеба, не было зафиксировано бухгалтерских, юридических документов и решений между компанией «Киев Терминал», Киевским городским советом и КГГА.
В 2008 году компания Тамаза Сомхишвили выиграла суд на право аренды земли. Однако никаких работ на ней не зафиксировано. В 2013 году по взаимному согласию сторон инвестиционное соглашение было расторгнуто. В конце 2018 года, когда истек срок давности обжалования этого решения, компания «Киев Терминал» обратилась в Хозяйственный суд города Киева с иском к киевским властям. Истец потребовал $25 млн компенсации за понесенные убытки и еще $75 млн компенсации за упущенную выгоду. В 2019 году, Хозяйственный суд города Киева частично удовлетворил требования, постановив взыскать солидарно с Департамента экономики и инвестиций КГГА, непосредственно самой КГГА и Киевсовета денежные средства в сумме 24,46 млн долларов (671,56 млн гривен на момент подачи иска) в пользу ООО «Киев Терминал».
27 мая 2021 года Северный апелляционный суд полностью отказал в удовлетворении иска, постановив взыскать с компании Сомхишвили более 1 млн грн судебного сбора. Но 13 октября 2021 года Верховный суд в лице судьи Григория Мачульского вернул дело обратно в апелляционную инстанцию.

### Участок в Одессе
В Одессе у государственного предприятия «Коневодство Украины» был отчужден земельный участок стоимостью более $11 млн. Сделку совершила компания Тамаза Сомхишвили «Восток ХХІ» при поддержке структур действующего мэра Одессы Геннадия Труханова.
В июле 2010 года Одесский городской совет решил продать участок площадью 8 га, расположенный вплотную к одесскому ипподрому. Несмотря на все усилия государственного предприятия суд принял решение в пользу застройщика, следующие две инстанции ипподром тоже проиграл. В августе 2020 года компания «Восток ХХІ» получила градостроительные условия на участок, согласно которым возле одесского ипподрома предполагалось строительство 7 19-секционных высоток по 24 этажа.
Украинский журналист Сергей Иванов обратился с запросом о данной ситуации в СБУ, ОП, ВР, КМУ и НБУ с требованием решить вопрос инициирования введения в отношении Тамаза Сомхишвили санкций СНБО.

### Дворец в пригороде Тбилиси
В посёлке Цхнети, где расположен климатический курорт с санаториями был вырублен участок леса территорией в 17 162 м². Предполагалось, что строящееся на месте вырубки здание принадлежит «вору в законе» Шакро Калашову, однако, по более поздней информации, владельцем строящегося дворца оказался бизнесмен Тамаз Сомхишвили. Вырубка леса велась строительной компанией «Анаги» по заказу Тамаза Сомхишвили. Разрешение на строительство в заповедной зоне было получено с помощью коррупционных схем при посредничестве некоторых церковных лидеров Грузии.  Общая площадь построенного дворца составляет 1850 м².

### Сотрудничество с Министерством обороны РФ
В украинском издании «Зеркало недели» вышло расследование журналиста Сергея Иванова о том, что компания Тамаза Сомхишвили является подрядчиком Министерства обороны РФ и выполняет ее заказы по ремонту боевых самолетов российской армии. Как сообщалось, ТС-Холдинг Тамаза Сомховшвили аффилирован с TAM Management. TAM Management – частная компания, контролирующая Тбилисский авиационный завод – Joint Stock Company Tbilaviamsheni, который производит и ремонтирует военную авиатехнику еще со времен СССР. В правление завода входит сын Тамаза Сомхишвили - Георгий. Завод имеет представительство в москве, и является соучредителем ООО "НПК "Штурмовики Сухого", занимающегося ремонтом истребителей и штурмовиков СУ для российской армии. ООО "НПК "Штурмовики Сухого" имеет 11 государственных контрактов по ремонту авиационной техники в РФ и побеждает в большинстве тендеров. Главный заказчик ООО "НПК "Штурмовики Сухого" – российское государственное предприятие «121 авиационный ремонтный завод», являющийся флагманом военного авиаремонта РФ и занимающийся модернизацией истребителей Су и Миг – одной из основных ударных сил российской армии в войне против Украины.
Кроме того, Сергей Иванов опубликовал российские паспорта Тамаза и Георгия Сомхишвили, а также документы российской Федеральной миграционной службы, свидетельствовавшие о том, что он имел регистрацию в Москве в 2018 и 2021 годах, а также проживал там в собственном жилье в ЖК «Фамильный дом».
По результатам расследования Сергей Иванов обратился к СБУ, ОП, ВР, КМУ и НБУ с требованием решить вопрос о инициировании введения в отношении Тамаза Сомхишвили санкций СНБО.
25 января 2023 вышло расследование проекта «Субботний вечер» грузинского телеканала ТВ Первый, украинскую адаптацию которого опубликовал Сергей Иванов. Журналисты обнаружили, что Тамаз Сомхишвили оказывает влияние на Тбилисский авиационный завод («Тбилавиамшени») и компанию ТАМ Management, расположенную на территории завода и работающую на его мощностях. По словам бывшего директора завода Важи Тордия, впоследствии ставшего совладельцем и директором TAM Management, «Тбилавиашмени» принадлежит 20% российского концерна «Штурмовики Сухого». Это предприятие занимается ремонтом российских самолетов. Членом правления и председателем наблюдательного совета Тбилисского авиазавода является родственник Тамаза Сомхишвили Георгий.

### Статья в Forbes Georgia
18 апреля 2023 года грузинская франшиза Forbes – Forbes Georgia опубликовала статью посвященную Тамазу Сомхишвили. Однако через некоторое время статья была удалена. Главный редактор, автор материала Георгий Исакадзе отказался комментировать публикацию и последующее снятие материала на страницах Forbes Georgia.

## Семья
Женат на Нино Сомхишвили. Их дочь Лия Сомхишвили умерла в марте 2021 года и была похоронена в Лондонском соборе Рождества Спасителя
Бывшая жена — Василец Елена Викторовна, родилась в Армянске, УССР, поэтесса, писательница, член Союза писателей России.
Сын — Георгий Тамазович Сомхишвили, живущий в Москве.

## Увлечения
В Европе Сомхишвили стал активным участником и покровителем грузинской диаспоры. Будучи прихожанином Грузинской православной церкви, он основал приход церкви в Лондоне и приобрел церковное здание для Грузинской православной церкви, за что получил личную благодарность от премьер-министра Грузии Георгия Квирикашвили. В Грузии Сомхишвили является одним из крупнейших меценатов и спонсоров Грузинского университета св. Андрея Первозванного.